# Cimetière Saint-Lazare (Chișinău)
Pour les articles homonymes, voir Cimetière Saint-Lazare.
 (mai 2023).
Si vous disposez d'ouvrages ou d'articles de référence ou si vous connaissez des sites web de qualité traitant du thème abordé ici, merci de compléter l'article en donnant les références utiles à sa vérifiabilité et en les liant à la section « Notes et références ».
Le cimetière Saint-Lazare est un cimetière situé à Chişinău, en Moldavie. Avec une superficie d’environ 2 000 000 m2, c’est l’un des plus grands cimetières d’Europe.

## Histoire et description
Le cimetière a été ouvert en 1966 et compte actuellement plus de 300 000 tombes, dont 600 cryptes, réparties en 285 secteurs. En moyenne, quatre à cinq mille personnes y sont enterrées chaque année. Une partie du cimetière, propriété de l'État allemand, abrite les restes de soldats allemands morts pendant la Seconde Guerre mondiale. Bien qu'essentiellement orthodoxe, plus de 10 000 juifs sont enterrés dans le cimetière, qui dispose également d'une zone dédiée aux sépultures musulmanes, tournées vers La Mecque, située au secteur 256.
En avril 2010, on estimait qu'environ 40 000 lieux de sépulture étaient encore disponibles dans le cimetière.
En 2011, la chaîne HBO Roumanie a réalisé un film documentaire sur ce cimetière, réalisé par Pavel Cuzuioc, intitulé Doina Groparilor. D'une durée de 55 minutes, le documentaire est centré sur l'activité des fossoyeurs qui travaillent ici.
Vers le milieu de 2015, l'administration du cimetière a demandé aux autorités municipales et à la mairie de Grătiesti d'autoriser l'agrandissement du cimetière de cinquante hectares supplémentaires.
En janvier 2016, la publication britannique Daily Mail a fait un reportage sur le cimetière Saint-Lazare, le présentant comme l'un des sites touristiques les plus attractifs de la République de Moldavie, mais aussi comme le plus grand cimetière d'Europe.